# Tamar (Tasmanie)
 (mai 2018).
Si vous disposez d'ouvrages ou d'articles de référence ou si vous connaissez des sites web de qualité traitant du thème abordé ici, merci de compléter l'article en donnant les références utiles à sa vérifiabilité et en les liant à la section « Notes et références ».
Pour les articles homonymes, voir Tamar.
La Tamar (en anglais : The Tamar River) est un fleuve du nord de la Tasmanie, en Australie, formé par la confluence des rivières North Esk River et South Esk River à Launceston.

## Étymologie
Elle doit son nom au fleuve homonyme britannique.

## Fleuve ou estuaire
Sa longueur est de 70 km. Elle se jette dans le détroit de Bass à Low Head. En dépit de son nom, ce n'est pas une rivière mais un estuaire avec de l'eau salée et des marées sur toute sa longueur.

## Localités
La Tamar est bordée par les villes de George Town, Launceston, Beaconsfield, Dilston, Rosevears, Gravelly Beach, Paper Beach, Robigana, Hillwood, Deviot, Sidmouth, Kayena, Rowella, Beauty Point, Iffraville, Clarence Point, Kelso, Greens Beach et Low Head.

## Ponts
Elle n'est traversée que par un seul pont : le Batman Bridge - qui n'est d'ailleurs pas à Launceston - mais à Sidmouth, à mi-distance entre Launceston et l'océan.